# Тернопољска област
Тернопољска област (укр. Тернопільська область), позната и као Тернопилшчина (укр. Тернопільщина), област је на западу Украјине. Административни центар области је град Тернопољ.

## Географија
Површина области је око 13,800 km2. Река Дњестар прави природну границу на југу са Чернивачком облашћу.

## Историја
Пре Првог светског рата већи део данашње Тернопољске области је био део Аустроугарске области Галиције и Лодомерије. Само северни део је био део Русије. Између два светска рата, ова територија је формирала Тернопољско војводство, које је било део Пољске. После Другог светског рата Совјетске власти су охрабривале етничке Русе да се насељавају у западним областима Украјине. И поред тога, западна Украјина никад није имала већи проценат руског становништва, за разлику од источног дела Украјине.

## Економија
Иако се градови уз помоћ радника из дијаспоре брзо развијају, напуштене зграде у руралним областима су показатељ да је економски развој неуједначен.

## Становништво
| Националност | 1989. | 2001. | Матерњи језик    | 1989. | 2001. |
| Украјинци    | 96,8% | 97,8% | Украјински језик | 97,3% | 98,3% |
| Руси         | 2,3%  | 1,2%  | Руски језик      | 2,5%  | 1,2%  |
| Пољаци       | 0,6%  | 0,3%  | остали језици    | 0,2%  | 0,5%  |
| Белоруси     | 0,1%  | 0,1%  |                  |       |       |